# Seabras-1
Seabras-1 ist ein Seekabel, das Brasilien und die Vereinigten Staaten miteinander verbindet. Es ist am 7. Juli 2017 fertiggestellt worden und wurde in Betrieb genommen.
Das 10.500 km lange Kabel verläuft dabei von Brasilien aus durch den Atlantischen Ozean zu den Vereinigten Staaten und verbindet somit Südamerika mit Nordamerika.
Die voraussichtlichen Kosten betragen etwa 270 Millionen US-Dollar.

## Landepunkte
- Fortaleza, Brasilien
- Santos, Brasilien
- New York City, USA